# 阿勒赤歹
阿勒赤歹（Alchidai），为蒙古帝国札剌亦儿部人。
他的兄长（一说亲族）是第五位功臣、窝阔台的王傅亦鲁该。阿勒赤歹授千户，管护卫散班，管领一千名侍卫。成吉思汗命令，分四班仑值白天班的侍卫，由阿勒赤歹、不合、朵歹·扯儿必、多豁勒忽·扯儿必分别管领一班轮番护卫士（客失克田、怯薛），整治其轮番护卫士入值。箭筒士、侍卫们迁往营地时，也孙·帖格、不吉歹等箭筒士，阿勒赤歹、斡歌列、阿忽台等侍卫，在宫帐的右面走；不合、朵歹·扯儿必、多豁勒忽·扯儿必、察乃等侍卫，在宫帐的左面走；阿儿孩的勇士们在宫帐的前面走。窝阔台时，阿勒赤歹仍为侍卫长。窝阔台命阿勒赤歹、晃豁儿塔孩两人互相商议着掌管一班侍卫入值。贵由惹怒了窝阔台，蒙哥、那颜阿勒赤歹、晃豁儿台、掌吉等上奏道：“先主成吉思汗曾降旨说：‘野外的事情只能在野外断处，家里的事情只在家里断处。如今引起合罕对贵由恼怒的事情，是野外的事情，若蒙合罕降恩，可否委付拔都去断处。” 